# Барышевка (Могилёвская область)
Бары́шевка (бел. Бары́шаўка) — деревня в составе Радомльского сельсовета Чаусского района Могилёвской области Белоруссии. Расположена в 12 км от города Чаусы, в 60 км от Могилёва, в 17 км от железнодорожной станции Чаусы. Население — 183 человека (на 1 января 2019 года).

## Население
| 1785 | 1897  | 1909  | 1940  | 1990  | 2007  | 2009  | 2019  |
| ---- | ----- | ----- | ----- | ----- | ----- | ----- | ----- |
| 131  | ▲ 241 | ▲ 258 | ▼ 241 | ▼ 209 | ▲ 226 | ▼ 204 | ▼ 183 |